# رمیله (آبادان)
رمیله (آبادان)، روستایی از توابع بخش مرکزی شهرستان آبادان در استان خوزستان ایران است.

## جمعیت
براساس سرشماری مرکز آمار ایران در سال۱۴۰۲ جمعیت آن ۴۹۸۶نفر (۹۰۱ خانوار) بوده‌است.

## خواهرخواندگی
خواهرخواندگی مردمان روستای آلنی و رمیله دو روستای ترک و عرب بر پایه شهیدان در مراسم اختتامیه جشنواره خاطره‌نویسی ستارگان آلنی و رمیله مطرح شد و در حال پیگیری مسئولین می‌باشد.این برنامه برای اولین بار در کل جهان می‌باشد که دو روستا با هم خواهرخوانده می‌شوند و در پی خواهرخواندگی سعی خواهند کرد با محوریت رشادت‌ها و خاطرات ایثارگران هشت سال دفاع مقدس سمی بر بذر نفاق بین اقوام قهرمان ایرانی بپاشند.